# Дністровські мелодії
«Дністровські мелодії» — радянський музичний телефільм 1973 року.

## Сюжет
Фільм знімався до святкування 50-річчя Молдавської Радянської Соціалістичної Республіки. Показані успіхи будівництва соціалізму на берегах Дністра і дружби між російським, українським і молдавським народами. Багато будинків (готель «Інтурист», палац «Октомбрія»), що з'являються в картині, були побудовані до ювілею МРСР. У фільмі звучали пісні на молдовській і російській мовах, виконувані популярними молдавськими виконавцями, а в перервах між ними голос за кадром оспівував історію і географію Дністровського регіону.

## У ролях
- Софія Ротару — камео
- Марія Кодряну — камео
- Надія Чепрага — камео
- Іон Суручану — камео
- Еміль Лотяну — камео
- Євген Дога — камео

## Знімальна група
- Режисер і сценарист — Іон Міжа
- Композитор — Євген Дога